# Henry Ayerst Young
Henry Ayerst Young, britanski general, * 1895, † 1952.